# Pål Ross

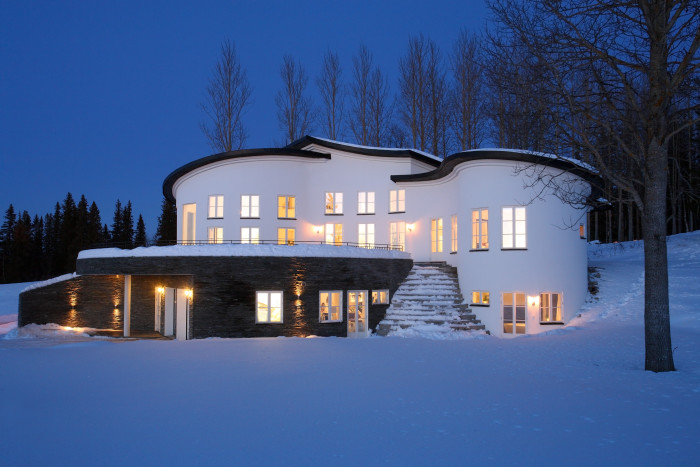
Den Ross-skapade "Villa Victor" i Östersund utsågs till Sveriges vackraste villa 2009.

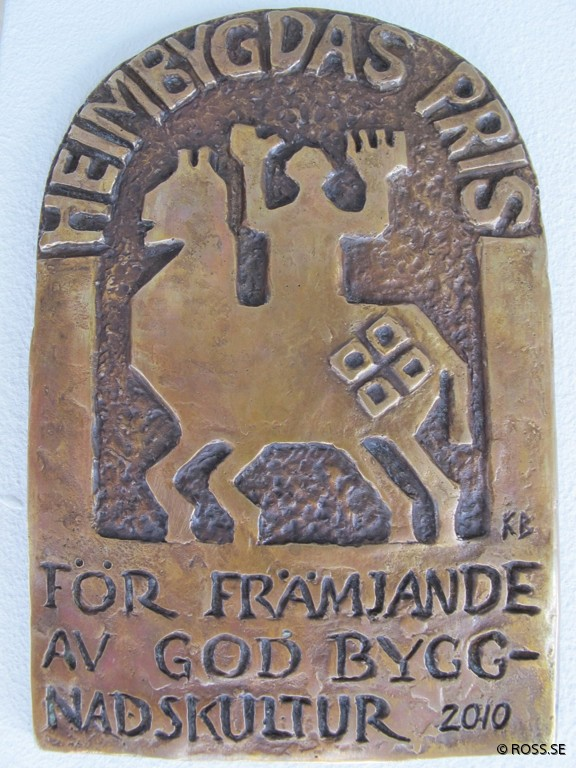
Heimbygdas pris för bästa nybyggnation 2009.

Pål Erik Arthur Pedro Ross, född 31 oktober 1961 i Stockholm, är en svensk arkitekt. Han är känd för att rita exklusiva villor med mycket inslag av runda former.

## Biografi
Ross föddes i Stockholm men kommer ursprungligen från en småländsk industrifamilj. Hans morfar, disponent Erik Bengtson, drev metallduksväveriet AB Maskinduksverken i den småländska bruksorten Bruzaholm, cirka 20 km öster om Eksjö, och Pål Ross var inriktad på att ta över verksamheten så småningom. Hans mor, Lillebil BdR, är konstnär och influerade Ross att kombinera sitt teknikintresse med det estetiska uttrycket.
När familjeföretaget såldes föll hans yrkesval på arkitektur. Mellan 1987 och 1992 gick Pål Ross arkitekturlinjen på Kungliga Tekniska högskolan (KTH) och examinerades i komplexa byggnadsverk 1992.
Ross grundade 1996 tillsammans med sin hustru Deirdre Ross en arkitektur- och designstudio som de fortfarande driver och verkar i. Företaget hade 2014 ett tiotal anställda och har utfört uppdrag åt exempelvis Mikael Persbrandt, Maria Lundqvist och Anders Bagge.
Ross förebilder inom arkitektur är bland andra Erik Asmussen, Frank Lloyd Wright, Frank Gehry och Ralph Erskine.

## Utmärkelser
- 2009 - Villa Victor i Östersund  utses av tidningen Vi i villa till Sveriges vackraste villa.[2]

- 2010 - Heimbygdas Byggnadsvårdspris för bästa nybyggnad.[3]

- 2013 - Villa Äntligen utsågs till Årets Haningebyggnad.[4]

- 2013 - Best Architecture Single Residence Sweden av International Property Award förVilla Victor.[5]

- 2013 - utnämnd till ledamot av Konstnärsklubben.